# Въведение Богородично (Зони)
„Въведение на Пресвета Богородица“ (на гръцки: Εισόδια της Θεοτόκου) е православна манастирска църква в село Зони (Занско), Егейска Македония, Гърция, част от Сисанийската и Сятищка епархия.

## Местоположение
Манастирът е изграден североизточно от Занско.

## История
Годината на основаване на манастира е неизвестна, тъй като в ктиторския надпис се споменава само годината на основаването на католикона - 1799 година. Манастирът замества западналите Палиокримински манастир и метохът му „Рождество Богородично“ (Палиомонастиро) в Одре. В Занско никога не е имало мюсюлмани и създаването на манастира в подножието на Одре става като противопоставяне на мюсюлманското поклонническо място - Дислапското теке.
Католиконът е изграден в 1799 година според надпис, който днес не е запазен, при митрополит Антим Костурски, тъй като Занско до началото на XX век в църковно отношение принадлежи към Костурската епархия. Първият препис на надписа е направен от Николаос Муцопулос. Надписът е бил на шест реда, като първите пет са били комбинация от главни и малки букви. Последният ред е бил написан с малки калиграфски букви. Текстът е съдържал няколко съкращения и много правописни грешки. В началото е имало кръст със същия размер като буквите на надписа, който е гласял следното:
| „ | † Ἀνεγράφι κὲ ἡστορίθη ὁ πάνσεπτος θήος κὲ ἱερὸς // ναὸς τὰ Εἰσόδια τῆς ἱπερευλογιμένης Δεσπίνης ἡμῶν // Θ(εοτό)κου κὲ Ἀϊπαρθένου Μαρίας ἀρχιερ(α)τεύοντος τοῦ Παν- // ιεροτάτου κὲ Λογιοτάτου Ἁγίου Καστωρίας Κυρίου Ἀνθίμου // Ἱγουμενεύοντος κ(αὶ) ἐξόδων ὁ κτίτωρ κὺρ πα(πᾶ) Παρθένιος ἐκ τῆς μονῆς κὲ χόρας ταύτης // χὴρ γὰρ ἡπάρχη Ἰωάνου ἐκ κόμης Ζέρμα ἔτος 1799 αὐγούστου 14. Беше записан и изписан всечестният, божествен и свят храм на Въведението в храма на нашата всеблагословена Владичица Богородица и Приснодева Мария, при архиерейството на всепреподобния и учен Свети Антим, митрополит на Костур, при игуменството и със средства на ктитора господин отец Партений от тази обител и селище, от ръцете на Йоанис от селото Зерма. Година 1799, 14 август. | “ |

Пръв игумен на манастира е Партений от Занско, при когото храмът е изграден и изписан. Минимална информация за манастира се споменава в меморандум на Анастасиос Пихеон от 1884 година, който предоставя информация за манастирите в Костурската епархия. От меморандума става ясно, че в 1884 година манастирът е женски и има само една монахиня. Споменава се и за 15 килии с капацитет от 100 души. Управлението на приходите се е извършвало от жителите на околните села.
В 1930 година става метох на Микрокастренския манастир. По-късно манастирът запада, килиите са разрушени, имуществото разпродадено и оцелява единствено църквата. Опит за нейното обновяване е направен в 1941 година според надпис върху каменна плоча, но постепенно тя е запусната и в 70-те години на XX век се срутва. Обновена е в 1989 година. В нея се съхраняват ценни икони от XVII век от другата занска манастирска църква „Рождество Богородично“.
Архитектурата на католикона е наподобявала тази на католикона на Жиковищкия манастир. Той е бил сводест, със сляп полусферичен купол, покрит с шисти, и е имал опростен дизайн. Иконографската украса може да се датира със сигурност към 1799 година.
Новата църква е еднокорабен храм на мястото на стария католикон, изписан според надписа в 1799 година от зографа Йоан от коницкото село Зерма. От стенописите са оцелели малко фрагменти, запазени в селото. Запазени са и 14 оригинални икони на новия иконостас, като се отличават петте царски – „Въведение Богородично“, „Света Богородица Одигитрия“, „Христос Вседържител“, „Свети Йоан Предтеча“ и „Свети Атанасий“, всички изработени от един и същи неизвестен зограф в 1787 година. Останалите икони са на различни зографи и датират от края на XVIII и началото на XIX век.